# Không khuất phục
Không khuất phục (tên gốc tiếng Anh: Unbroken) là một phim điện ảnh chiến tranh năm 2014 của Mỹ do Angelina Jolie đạo diễn. Anh em nhà Coen, Richard LaGravenese và William Nicholson đảm nhiệm phần kịch bản cho bộ phim, dựa theo cuốn sách phi hư cấu năm 2010 của nữ tác giả Laura Hillenbrand mang tên Unbroken: A World War II Story of Survival, Resilience, and Redemption. Nội dung phim xoay quanh cuộc đời của vận động viên Olympic người Mỹ Louis "Louie" Zamperini, do Jack O'Conell thủ vai. Zamperini sống sót trong một chiếc bè trong vòng 47 ngày sau khi máy bay ném bom của anh rơi xuống biển trong Thế Chiến II, sau đó được chuyển đến một loạt trại tập trung tù binh chiến tranh.
Phim được công chiếu ra mắt tại Sydney vào ngày 17 tháng 11 năm 2014 và phát hành rộng rãi ở nước Mỹ vào ngày 25 tháng 12 năm 2014. Tại Việt Nam, phim được khởi chiếu vào ngày 6 tháng 2 năm 2015. Không khuất phục thu về 116 triệu USD tại Bắc Mỹ, và hơn 163 triệu USD toàn cầu.

## Nội dung
Phim mở đầu với Louis "Louie" Zamperini đang bay với vị trí là người thả bom của chiếc máy bay thả bom B-24 Liberator của Không quân Quân đội Hoa Kỳ , giữa tháng tư 1943 trong nhiệm vụ đánh bom chống lại quân Nhật đang giữ hòn đảo Nauru. Máy bay đã bị phá hủy nặng trong trận chiến, với một số của thủy thủ đoàn bị thương. Phi công, Phil, phải cho nó cho dừng lại ở cuối đường băng vì cái lốp xe bị nổ tung.
Câu chuyện người quay về lại với tuổi thơ của Louie  là một chàng trai Mỹ-Ý cậu bé ở Torrance, California. Louie là một kẻ gây rối, ăn trộm, uống rượu và hút thuốc, là nỗi thất vọng của cha mẹ mình. Anh đã theo những đứa trẻ khác được cho là người ý. Một ngày, Louie bị bắt gặp nhìn váy phụ nữ mặc từ dưới ghế khán đài. Anh trai anh là Peter thấy Louie chạy nhanh đến mức và quyết định đào tạo cậu để biến cậu thành một vận động viên chạy. Lớn lên, Louie càng có tính kỹ luật và cũng trở thành một vận động chạy cự li, dẫn đến anh có một biệt danh "cơn lốc xoáy Torrance ". Anh giành suất tham gia thế vận hội Olympics mùa Hè năm 1936 ở Berlin, Đức. Lúc đầu Louie đứng thứ vị trí thứ tám, nhưng nhờ nỗ lực quyết tâm anh đã vươn lên dẫn đầu và chiến thắng cuộc đua.
Trở về 1943, Louie và đồng đội được phái đi tìm kiếm và giải cứu trong một chiếc máy bay cũ kĩ. Trong lúc làm nhiệm vụ, máy bay hai động cơ hỏng và rơi xuống biển. Louie, Mac và Phil sống sót và sống trên hài chiếc bè nổi. Sau ba ngày, một chiếc máy bay tìm kiếm bay qua nhưng họ làm nó "để ý" được. Họ vượt qua được một cơn bão, ở đây, Louie đã xin Chúa cứu giúp và hứa sẽ công hiên đời mình cho ngài. Sáng hôm sau, họ vẫn còn sống sót và đẩy lui một con cá mập tấn công trong khi tiếp tục sống với khẩu phần ăn thiếu thốn gồm nước mưa, chim và cá. Vào ngày 27, họ tạo được sự chú ý của máy bay Nhật, quân Nhật bắn và gây thiệt hại cho bè nhưng không trúng họ. Ngày thứ 33, Mac chết. Ngày thứ 47, thủy thủ Nhật bắt được Louie và Phil và họ trở thành tù binh chiến tranh. Quân Nhật tra hỏi Louie và Phil phải nói cho họ về  máy bay ném bom lớp B. Louie nói với họ bay lớp D và vẽ một tấm hình của một cái radio. Sau đó, Louie và Phil bị gửi trại vô tập trung tù binh chiến tranh khác nhau.
Trại của Louie, Ōmori, ở Tokyo, được quản lý bởi hạ sĩ Mutsuhiro Watanabe, người đối xử với anh ấy rất độc ác, một phần là vì Louie là một vận động viên Olympic và là lính Mỹ. Watanabe đặc biệt thường hành hạ với Louie (chắc là) vì ghen tuông và hận thù, đánh đập anh thường xuyên. Louie được  cho một lối thoát khỏi sự tra tấn của Watanabe khi hai nhà báo Nhật cho anh một cơ hội để phát tin nhắn về quê nhà, nói rằng anh còn sống sau khi họ thấy chính phủ Mỹ tin rằng anh đã hy sinh. Khi anh ta từ chối phát đi tin nhắn thứ hai tuyên truyền chống đối người Mỹ, anh bị gửi về trại nơi Watanabe bắt mỗi tù nhân đấm vào anh để dạy cho anh về sự tôn trọng.
Sau hai năm, Watanabe được thăng chức và rời khỏi trại. Trại bị thiệt hại khi Tokyo bị đánh bom bởi lực lượng Mỹ. Louie, và những tù binh khác bị buộc phải di chuyển đến trại tù Naoetsu nơi Louie khám phá ra, với sự ghê sợ, Watanabe đang điều hành ở đây. Tù nhân bây giờ bị bắt làm công việc bốc vác than ở sà lan.Louie, bị kiệt sức, dừng trong lúc làm việc, và Watanabe bắt anh nhấc một thanh gỗ to và ra lệnh cho lính bắn Louie nếu anh làm rớt nó. Louie thành công nâng và giữ thăng bằng thanh gỗ, điều đó làm Watanabe tức điên và đánh đập cậu.
Cuối chiến tranh, Louie và những tù nhân trong trại được thả tự do để quay về nhà. Trở về nhà ở Mỹ, anh ấy hôn mặt đất và ôm gia đình của anh.
Kết thúc của bộ phim, có một trình chiếu cho những gì đã xảy ra sau chiến tranh. Louis đã kết hôn và có hai đứa con. Phil sống sót và cuối cùng kết hôn. Mutsuhiro "Chim" Watanabe ẩn náu trong nhiều năm và bị liệt nằm vào danh sách 40  tội phạm chiến tranh bị truy nã bởi Tướng Douglas MacArthur. Louie sống cống hiến đời mình cho Chúa, đúng như lời hứa đã cứu sống mình; cuối cùng cũng tin vào Chúa Jesu và tha thứ những người giam cầm mình, gặp gỡ nhiều người trong số họ. Watanabe, tuy nhiên, đã từ chối gặp Louie. Còn phil cũng đã sống sót thành công sau cuộc chiến,Luois và Phil vẫn giữ mãi tình bạn sau cuộc chiến.
Vào tháng 1 năm 1998, Louie có một cơ hội quay lại thăm thời gian khi còn là vận động viên Olympics khi ông chạy cầm ngọn Đuốc cho Thế vận hội Olympics mùa Đông ở Nagano, Nhật Bản. Lúc đó còn bốn ngày nữa là sinh nhật thứ 81 của ông. Nơi ông chạy không xa nơi ông đã bị giam giữ trong thời chiến tranh. Bộ phim đóng lại với việc Louie Zamperini mất vào ngày 2 tháng bảy, 2014, ở tuổi 97.

## Diễn viên
- Jack O'Connell vai Louis "Louie" Zamperini
- Domhnall Glesson vai Russell "Phil" Phillips
- Miyavi vai Mutsuhiro "The Bird" Watanabe
- Garrett Hedlund vai John Fitzgerald
- Finn Wittrock vai Francis "Mac" McNamara
- Alex Russell vai Pete Zamperini
- John Magaro vai Frank A. Tinker
- Jai Courtney vai Charlton Hugh "Cup" Cupernell

## Sản xuất

### Quay phim
Phim bắt đầu được bấm máy vào ngày 16 tháng 10 năm 2013 và kết thúc vào ngày 4 tháng 2 năm 2014, với việc sản xuất cũng được làm xong ở Úc.
Một trong những khung cảnh được quay ở biển ở vịnh Moreton vào ngày 16 tháng 10 năm 2013. Vào ngày 14 tháng 12,  phim đã được hoàn thành trong 4 ngày ở thung lũng Werris, New South Wales. Vài cảnh đã được quay ở đảo Cockatoo (New South Wales).

### Âm nhạc
Nhạc phim chính thức ra mắt vào ngày 15 tháng 12 năm 2014, thông qua Parlophone và Atlantic Record. Nhạc nền phim được soạn bởi Alexandre Desplat. Album cũng bao gồm bài "Miracles",  được sáng tác và thu âm bởi  ban nhạc rock nước Anh Coldplay,  được ra mắt vào ngày 15 tháng 12.

## Giải thưởng
| Giải thưởng                         | Hạng mục                             | Người nhận/đề cử                                              | Kết quả   |
| ----------------------------------- | ------------------------------------ | ------------------------------------------------------------- | --------- |
| Giải Oscar lần thứ 87               | Biên tập âm thanh xuất sắc nhất      | Becky Sullivan, Andrew DeCristofaro                           | Đề cử     |
| Giải Oscar lần thứ 87               | Hòa âm xuất sắc nhất                 | Jon Taylor, Frank A. Montaño, David Lee                       | Đề cử     |
| Giải Oscar lần thứ 87               | Quay phim xuất sắc nhất              | Roger Deakins                                                 | Đề cử     |
| Giải Screen Actors Guild lần thứ 21 | Dàn diễn viên đóng thế xuất sắc nhất |                                                               | Đoạt giải |
| Giải Sao Thổ lần thứ 41             | Phim hành động/phiêu lưu hay nhất    |                                                               | Đoạt giải |
| Giải Sao Thổ lần thứ 41             | Biên tập phim xuất sắc nhất          | Tim Squyres, William Goldenberg                               | Đề cử     |
| Giải Critics' Choice lần thứ 20     | Phim hay nhất                        |                                                               | Đề cử     |
| Giải Critics' Choice lần thứ 20     | Đạo diễn xuất sắc nhất               | Angelina Jolie                                                | Đề cử     |
| Giải Critics' Choice lần thứ 20     | Kịch bản chuyển thể xuất sắc nhất    | Joel Coen, Ethan Coen, Richard LeGravenese, William Nicholson | Đề cử     |
| Giải Critics' Choice lần thứ 20     | Quay phim xuất sắc nhất              | Roger Deakins                                                 | Đề cử     |
| Giải Hollywood Film lần thứ 18      | Diễn viên mới xuất sắc nhất          | Jack O'Connell                                                | Đoạt giải |